# Vladímir Gúsev
Vladímir Nikoláyevich Gúsev Влади́мир Никола́евич Гу́сев (Nizni Nóvgorod, 4 de julio de 1982) es un exciclista ruso.
Es un ciclista completo, buen rodador y contrarrelojista, rápido en grupos pequeños y que aguanta bien la media montaña y alta montaña. También destaca en el pavés.

## Biografía
Debutó en 2004, de la mano del conjunto danés del CSC; para continuar su carrera profesional, tras dos años de estancia en el conjunto dirigido por Bjarne Riis, en el Discovery Channel americano. 
Entre sus mejores resultados se cuentan el 4.º lugar en la Vuelta a Alemania 2006, la 8.ª posición en el Campeonato de Zúrich 2006 y el 10.º puesto en el Tour de Flandes 2005. Fue 4.º en la París-Roubaix 2006, pero fue descalificado junto a Peter Van Petegem y Leif Hoste por saltarse un paso a nivel cerrado.
Inició la temporada 2007 a un buen nivel, siendo tercero en la general de la Challenge a Mallorca. En el Tour de Flandes de ese mismo año, logró un 5.º puesto final.
También ganó la tercera etapa de la Vuelta a Bélgica, y la clasificación final. Su buena temporada continuó tras ganar una etapa de la Vuelta a Suiza, tras culminar una escapada épica; para ganar, días después, el campeonato contrarreloj de su país
En el Tour de Francia 2007 tuvo una destacada actuación, vistiendo el maillot blanco -clasificación de los mejores jóvenes de la carrera- durante la primera semana de carrera; y copando los primeros puestos en el prólogo y en la primera contrarreloj larga de la prueba. Finalizó la ronda gala en 38 posición.
Tras el descanso al finalizar el Tour de Francia, Gúsev fue sextó en el Tour de Benelux. Un mes después, logró finalizar en sexta posición en el mundial Contrarreloj, disputado en la ciudad alemana de Stuttgart
El Discovery Channel se disolvió a finales del año 2007, al término de la temporada ciclista; y Gusev, al igual que muchos de sus compañeros (como Alberto Contador), recalaría en el conjunto Astana, de la mano de Johan Bruyneel, uno de sus grandes valedores.
No tuvo un buen inicio de temporada 2008: se fracturó la clavícula en el Tour de California; lo que le tuvo un mes alejado de la competición. Regresó a las carreteras en la Settimana Coppi e Bartali, con el objetivo de alcanzar la forma necesaria para poder luchar por los primeros puestos en el Tour de Flandes. Sin embargo, la suerte tampoco le acompañaría en esta carrera, teniendo que abandonar tras una caída unos kilómetros antes del Koppenberg, que suele realizar la primera selección de ciclistas que luchan por el triunfo final.
Participó en el Tour de Romandía y en el Giro d'Italia, carreras en las que apoyó a Andreas Klöden y Alberto Contador respectivamente, para que ambos lograran la victoria en la clasificación general en dichas carreras. Posteriormente, conseguiría la victoria en el campeonato nacional contrarreloj, la que sería su primera victoria de la temporada, y la cuarta vez que lograría el maillot que le acredita como campeón nacional contra el crono, contando con sólo 25 años de edad.
Tras ser segundo en el Vuelta a Austria, siendo solamente superado por el austriaco Thomas Rohregger, fue despedido por su equipo tras arrojar "valores irregulares" en un control interno de la propia escuadra; tras lo cual, el ciclista ruso demandó al equipo Astana por su despido.
Tras estar una temporada sin equipo, fichó en 2010 por el Katusha. En 2015 recaló en las filas del Sky Dive Dubai.

## Palmarés
| 2003 - Campeonato de Rusia Contrarreloj 2005 - Campeonato de Rusia Contrarreloj - 2.º en el Campeonato de Rusia en Ruta 2006 - 1 etapa de la Vuelta a Alemania - Sachsen-Tour 2007 - Vuelta a Bélgica, más 1 etapa - 1 etapa de la Vuelta a Suiza - Campeonato de Rusia Contrarreloj 2008 - Campeonato de Rusia Contrarreloj | 2010 - Campeonato de Rusia Contrarreloj - 2.º en el Campeonato de Rusia en Ruta 2013 - 2.º en el Campeonato de Rusia Contrarreloj - 2.º en el Campeonato de Rusia en Ruta 2014 - 2.º en el Campeonato de Rusia en Ruta 2015 - 1 etapa de la Vuelta a Marruecos |

## Resultados en Grandes Vueltas y Campeonatos del Mundo
| Carrera              | Carrera              | 2004 | 2005 | 2006 | 2007 | 2008 | 2009 | 2010 | 2011 | 2012 | 2013 | 2014 | 2015 |
| -------------------- | -------------------- | ---- | ---- | ---- | ---- | ---- | ---- | ---- | ---- | ---- | ---- | ---- | ---- |
|                      | Giro de Italia       | —    | —    | —    | —    | 45.º | —    | —    | —    | —    | 65.º | 60.º | —    |
|                      | Tour de Francia      | —    | —    | —    | 38.º | —    | —    | —    | 23.º | Ab.  | —    | —    | —    |
|                      | Vuelta a España      | 93.º | —    | 23.º | —    | —    | —    | 15.º | —    | —    | 62.º | —    | —    |
| Mundial en Ruta      | Mundial en Ruta      | 70.º | 46.º | 10.º | Ab.  | 56.º | —    | 21.º | —    | 65.º | —    | —    | —    |
| Mundial Contrarreloj | Mundial Contrarreloj | —    | —    | 10.º | 6.º  | 11.º | —    | 13.º | 41.º | 47.º | 18.º | —    | —    |

—: no participa

Ab.: abandono

## Equipos
- Team CSC (2004-2005)
- Discovery Channel (2006-2007)
- Astana (2008)[2]
- Katusha (2010-2014)
- Sky Dive Dubai (2015)[3]